# Eddie's Song
"Eddie's Song" é o segundo e último single da banda de pop punk, Son of Dork lançado em 2006.
Ela atingiu a décima posição na paradas inglesas.

## Clipe da música
O vídeo é estrelado pelo ex-guitarrista Dave Willians.
Ele é considerado um rockstar que tem relações sexuais com muitas mulheres.
E as mulheres escrevem coisas no papel sobre Eddie, como "Eddie rocks my world".
O vídeo acaba com manchetes de jornal, como "Eddie teve relações sexuais com a minha namorada". O clipe mostra a banda tocando em um show.

## Por que Eddie
A razão pela qual o garoto ser chamado de Eddie, é que o Son of Dork pensou em um rockstar com o primeiro nome de "Eddie".
Pensaram no rockstar Eddie Van Halen.
O outro significado sendo da canção, é ensinar as pessoas a usar preservativo.

## Faixas

### CD1
1. "Eddie's Song"
2. "Thunderbirds Are Go" (Busted Cover)

### CD2
1. "Eddie's Song"
2. "Two Princes" - (Spin Doctors Cover)
3. "Ticket Outta Loserville" (Live - Strongroom)
4. "Eddie's Song" (Explicit Version)(Video)*
5. Fan's CD Cover Designs and Poster- Design 1

## DVD
1. "Eddie's Song" (Audio)
2. "Eddie's Song" - (Censored Version)(Video)*
3. Album Launch Footage (Video) + Poster Design 2